# Martina Schettina

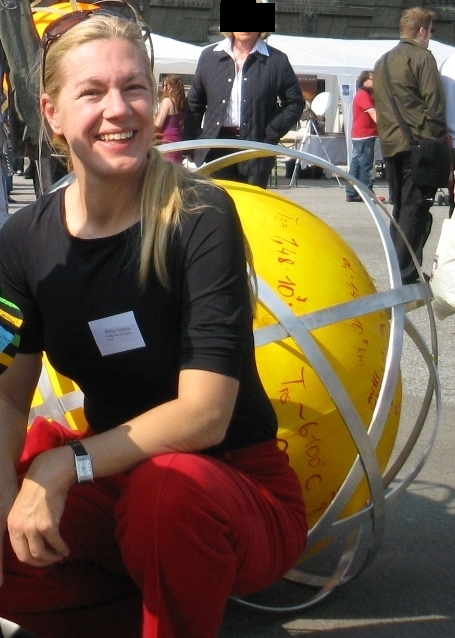
Schettina met haar rollende schilderij De zon in Wenen

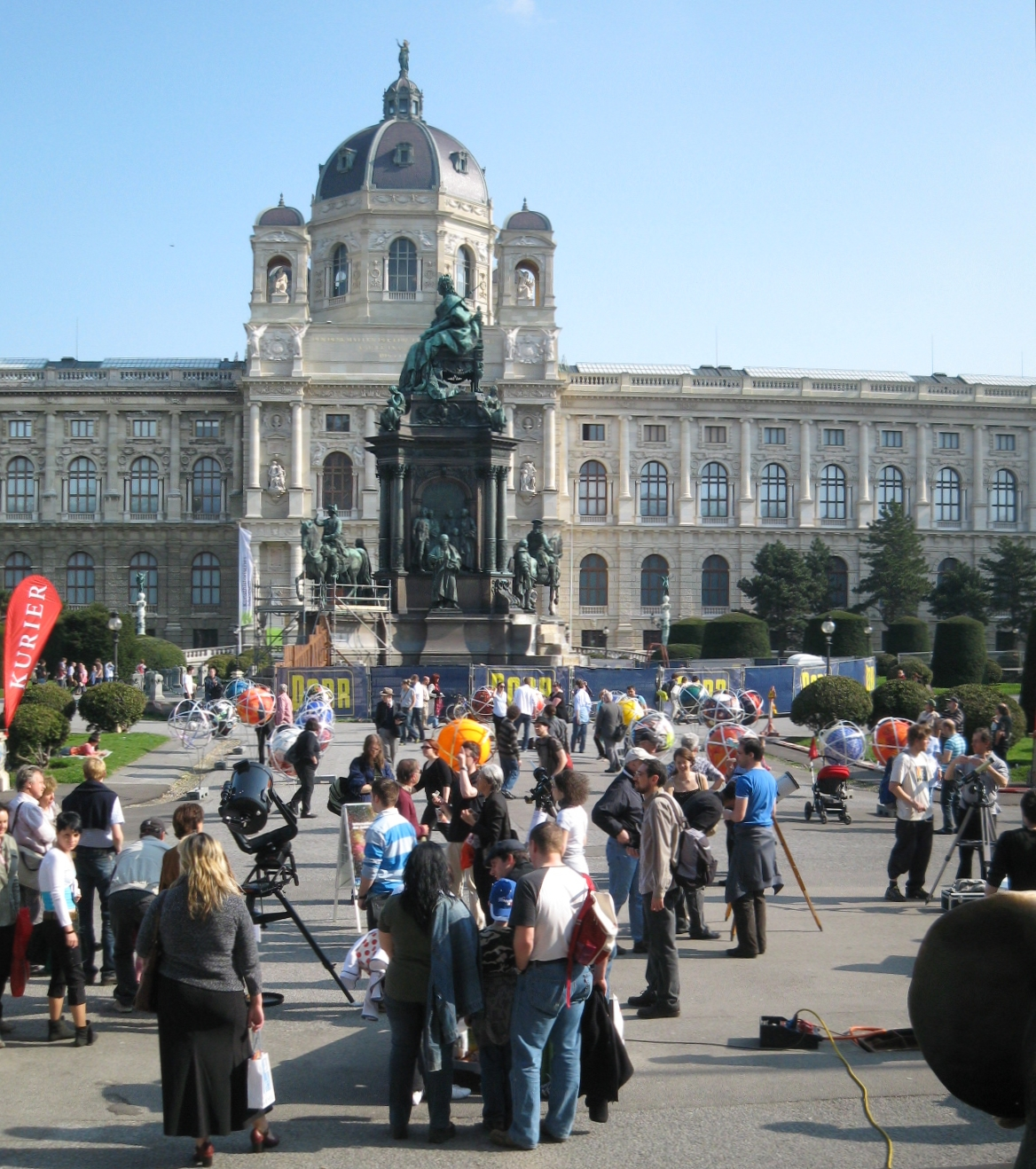
Kunstperformance op de dag van de sterrenkunde 2009 voor het Kunsthistorisch Museum Wenen

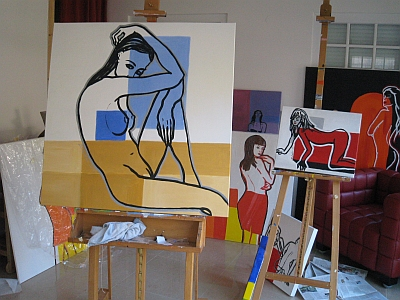
Atelier Martina Schettina

Martina Schettina (Wenen, 7 maart 1961), geboren als Martina Ingeborg Tucek, is een Oostenrijkse schilderes en beeldend kunstenaar.

## Biografie
Martina Schettina studeerde in Wenen van 1979 tot 1983 wiskunde en natuurkunde aan de universiteit van Wenen en hield zich daarnaast autodidactisch bezig met schilderen. Sinds 1989 heeft zij een atelier in Langenzersdorf (Neder-Oostenrijk) en sinds 1992 exposeert zij nationaal en internationaal. Sinds 2008 illustreert zij de bijlage van de Oostenrijkse krant "Kronen Zeitung" alsmede de "Kleine Zeitung".
Schettina woont en werkt in Langenzersdorf.

## Werk
In haar werk houdt Schettina zich veelvuldig bezig met de positie van de vrouw in de maatschappij. Zij stelt daarbij de gangbare rolpatronen tussen man en vrouw ter discussie. Omdat haar figuren meestal transparant lijken te zijn wordt zij ook wel de "schilderes met het glazen handschrift" genoemd. Ook worden wel links naar de popart verondersteld. Haar schilderij "Oranje jurk", dat een zelfbewuste moderne vrouw uitbeeldt, sierde het aanplakbiljet van de tentoonstelling "Stad. Land. Vrouw." in het Wijnstadmuseum in Krems.
Sinds 2008 houdt Schettina zich ook bezig met wiskundige thema's, die zij omzet in schilderijen.

## Collecties
Haar schilderijen zijn opgenomen in de collectie van de deelstaat Neder-Oostenrijk, de energiemaatschappij Wien Energie en in privécollecties. Sculpturen van haar staan in sculptuurpark Artpark in Linz en in de openbare ruimte in Poysdorf.

## Prijzen
- 1994 Prijs van het Oostenrijkse Ministerie van Landbouw, Natuur en Voedselkwaliteit.
- 1998 „Die Neuen Meister“, prijs van Ringgalerie des Wiener Volksbildungswerkes. (Tegenwoordig Basis.Kultur.Wien) [2]
- 2001 1. PrijzeKunstforum-Wettbewerb Oktober 2006
- 2002: Archives on Women Artists van The National Museum of Women in the Arts in Washington D.C..[3]
- 2006 Eremedaille van Wetenschappen en Kunst van Oostenrijk Albert Schweitzer Gesellschaft[4][5]
- 2009 kunstenaar van maand juli van het Oostenrijkse online-kunstforum[6]

## Solo-exposities
- 1994 Malerei. Museum Währing, Wenen
- 1995 Im Mittelpunkt der Mensch. Belvedereschlössel, Stockerau
- 1997 Martina Schettina. Bergerhaus, Gumpoldskirchen
- 1998 Magierbilder. Galerie Haslinger im Arik-Brauer-Haus, Wenen[7]
- 1999 Magisciens/Magiers. Galerie Mots et Tableaux, Brussel
- 2001: Anton Hanak-Museum in Langenzersdorf
- 2002 Magierbilder und Ikebana. Kulturkabinett, Wenen
- 2003 Aquarelle und Ölbilder. Kulturzentrum Belvedereschlössl, Stockerau
- 2003 Magische Momente. Romanischer Keller der Hypo, Salzburg[8]
- 2006 Zweitausendsex in Blaugelbe Vietelsgalerie Schloss Fischau, Bad Fischau-Brunn[9]
- 2007 Stadt, Land, Frau. Club alpha, Wenen[10]
- 2007 Magicien à Paris  Forum Culturel Autrichien, Parijs[11]
- 2008: Magische Menschen. Magische Orte im Oskar Kokoschka-Museum in Pöchlarn.[12]
- 2008 Magicien à Paris Vol. 2 Forum Culturel Autrichien, Parijs[13]
- 2009: Stadt.Land.Frau im Weinstadtmuseum, Krems an der Donau.[14]
- 2010 Mathemagische Bilder im MuseumsQuartier Wien[15]
- 2010 Mathematische Bilder, Egon Schiele-Museum in Tulln[16]

## Overige exposities
- 2002 Politische Landschaft, Galerie Tulbinger Kogel.[17]
- 2004 Duettino. Schlosskeller Hagenbrunn, Hagenbrunn
- 2006: VINSPIRACE BŘECLAV 2006 in het Stadsmuseum en de Galerie in Břeclav in Tsjechië.[18]
- 2008 Europe and Asia today im ARTcenter Berlin[19]
- 2009 Rolling Stars and Planets. Kunstperformances in Wenen[20] en Szombathely in Hongarije[21] ter gelegenheid van het Jaar van de Astronomie
- 2009 Iberische Kunst und Garteneröffnung, Linz,[22]
- 2009 Trends und Träume in Schloss Fischau in Bad Fischau-Brunn[23]
- 2009 Art Vilnius samen met Herbert Brandl, Manfred Kielnhofer en Franz West.[24][25]
- 2009 Sternenstaub Ars Electronica Center Linz.[26]
- 2009 Berlin||Berlin - 20 Jahre Mauerfall galerie Artdrome Berlijn[27][28]

## Galerij

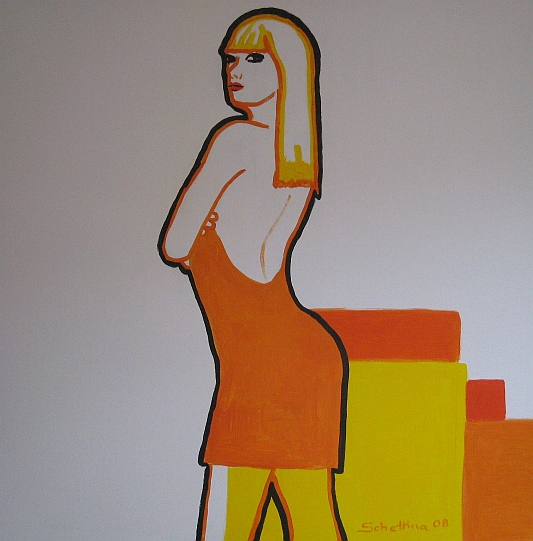
schilderij Oranje jurk uit de serie Dressed
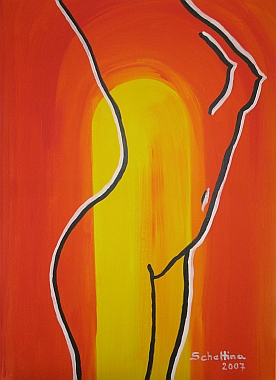
Suiker in mijn kom uit de serie Phallus
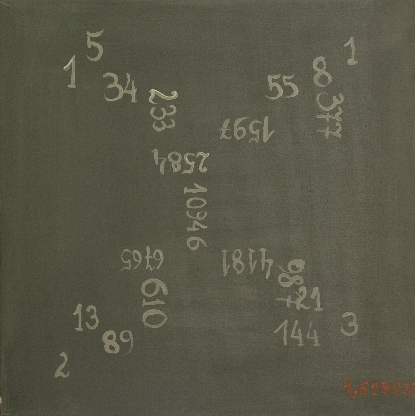
Fibonacci's droom uit de serie Fibonacci X
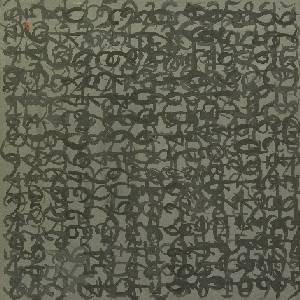
Gebreide oneindigheid

- Gemeinsame Normdatei: 124712614
- International Standard Name Identifier: 0000 0000 2393 8748
- Virtual International Authority File: 3412671
- WorldCat: E39PBJymB7PHVyfjkfG8t4BdcP